# JAM日本マクドナルドユニオン
日本マクドナルドユニオン（にほんマクドナルドユニオン、英: Japan McDonald’s Workers’ Union）は、日本の労働組合である。日本マクドナルドで働く従業員ならびに組合が承認したもので組織している。ものづくり産業労働組合（JAM）に加盟している。

## 概要
2006年（平成18年）5月15日、結成された。初代委員長は栗原弘昭。設立当時、親会社である米マクドナルドは世界各国で「ノンユニオン主義」として、労働組合を認めていなかった。
2009年（平成21年）、岡田篤が二代目の委員長となる。横浜女性店過労死労災認定を手がける。